# Joshy Peters

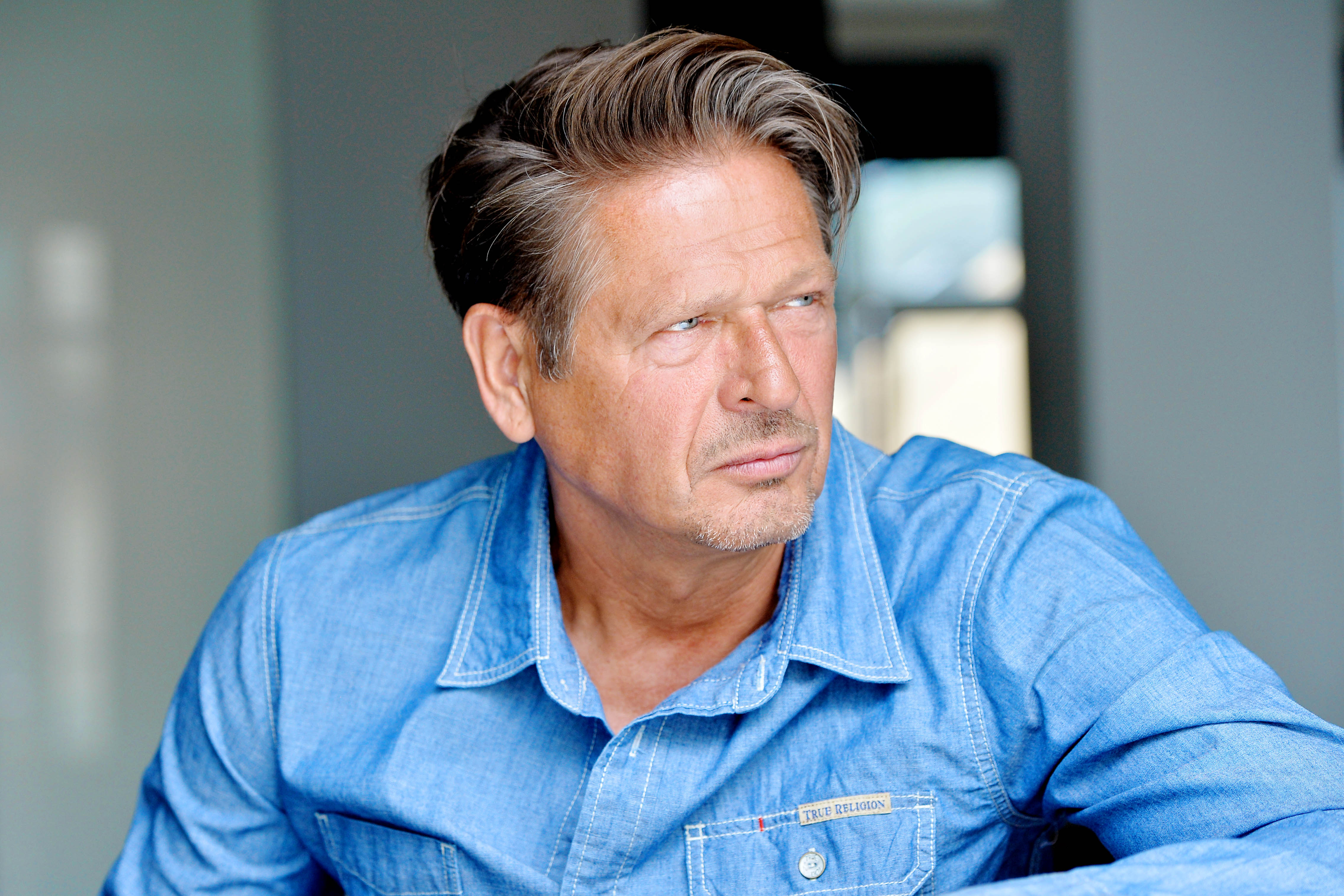
Joshy Peters (2014)

Joshy Peters (* 11. September 1957 in Hamburg) ist ein deutscher Schauspieler und Synchronsprecher.

## Biografie
Joshy Peters absolvierte von 1982 bis 1984 die Hochschule für Musik und Darstellende Kunst in Hamburg. Er ist auf der Bühne, im Fernsehen und als Stimme im Radio präsent. Er wirkte im Fernsehen unter anderem in Tatort, Die Rettungsflieger und Fünf Tage Vollmond mit. In der Serie Unsere Hagenbecks spielte er in zwölf Folgen den Tierparkarbeiter Werner. Seit 2014 tritt er regelmäßig in der ARD-Krimiserie Nord bei Nordwest als Kriminaltechniker auf. Zu seinen Kinofilmen zählen Karniggels und Absolute Giganten.
Seine Stimme hört man auf NDR Welle Nord und in zahlreichen Dokumentationen. Seit 1987 wirkt er mit wenigen Unterbrechungen in verschiedenen Rollen, u. a. als Old Shatterhand, Ölprinz oder Santer beständig bei den Karl-May-Spielen Bad Segeberg mit.

## Filmografie (Auswahl)
Kino
- 1985: Target – Entführt in Paris
- 1989: Karniggels
- 1991: Traffic
- 1993: The Mirror
- 1999: Absolute Giganten
- 2001: Marias Hybris
- 2012: Der letzte Pate
- 2014: The Crimean

Fernsehen
- 1985: Die Schwarzwaldklinik (Fernsehserie, Folge 2x08)
- 1986: Der Tüftler
- 1987: Peter Strom
- 1988: Diese Drombuschs (Fernsehserie, Folge 4x06)
- 1989: Der Landarzt (Fernsehserie, Folgen 2x06, 2x11)
- 1990: Unsere Hagenbecks (Fernsehserie, zwölf Folgen)
- 1991–1992: Großstadtrevier (Fernsehserie, drei Folgen)
- 1991: Zwei Münchner in Hamburg
- 1991: Tatort – Finale am Rothenbaum
- 1992: Der Nelkenkönig
- 1993: Ein Mann am Zug
- 1993: Blankenese
- 1995: Immenhof
- 1994: Air Albatros
- 1995: Tatort – Tödliche Freundschaft
- 1995: Sylter Geschichten
- 1995: Weißblaue Wintergeschichten
- 1996: Faust
- 1998: Adelheid und ihre Mörder
- 2002: Verbotene Liebe (Daily-Soap, drei Folgen)
- 2007: Die Rettungsflieger (Fernsehserie, Folge 11x11)
- 2008: Unter Druck
- 2009: Fünf Tage Vollmond
- 2013: Küstenwache – Miss Ostsee
- 2014: Nord bei Nordwest – Käpt’n Hook
- 2015: Nord bei Nordwest – Der wilde Sven
- 2017: Nord bei Nordwest – Estonia
- 2017: Nord bei Nordwest – Der Transport
- 2019: Nord bei Nordwest – Gold!
- 2020: Nord bei Nordwest – Dinge des Lebens
- 2020: Nord bei Nordwest – In eigener Sache
- 2021: Nord bei Nordwest – Conny & Maik
- 2021: Nord bei Nordwest – Ho Ho Ho!
- 2022: Nord bei Nordwest – Der Andy von nebenan
- 2022: Nord bei Nordwest – Wilde Hunde
- 2023: Nord bei Nordwest – Canasta
- 2023: Nord bei Nordwest – Natalja
- 2024: Nord bei Nordwest – Kobold Nr. Vier
- 2025: Nord bei Nordwest – Fette Ente mit Pilzen
- 2025: Nord bei Nordwest – Haare? Hartmann!
- 2025: Nord bei Nordwest – Das Nolden-Haus

Computerspiele
- 2012: Face Noir
- 2013: Das Schwarze Auge: Memoria
- 2013: Baphomets Fluch: Der Sündenfall
- 2014: The Elder Scrolls Online
- 2014: World of Tanks
- 2014: Infinite Crisis
- 2014: Wolfenstein
- 2014: Assassin’s Creed

## Theater (Auswahl)
- 1987: Winnetou I – Blutsbrüder (Karl-May-Spiele Bad Segeberg)

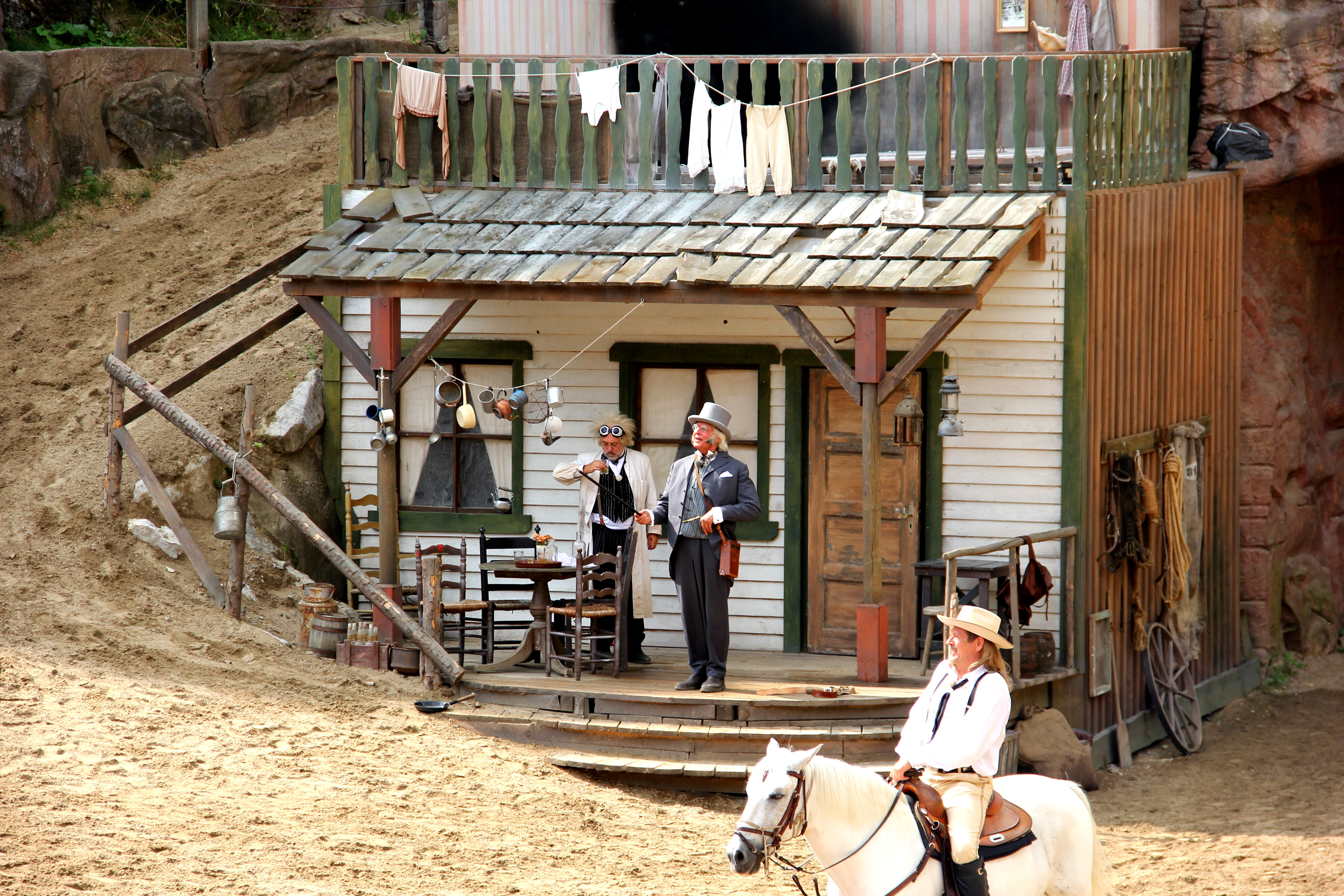
Joshy Peters (rechts) mit Uwe Karpa (links) und Harald Wieczorek bei den Karl-May-Spielen Bad Segeberg (2014)

- 1992: Old Surehand (Karl-May-Spiele Bad Segeberg)
- 1993: Der Ölprinz (Karl-May-Spiele Bad Segeberg)
- 1994: Der Schatz im Silbersee (Karl-May-Spiele Bad Segeberg)
- 1995: Winnetou I (Karl-May-Spiele Bad Segeberg)
- 1996: Winnetou und der Scout (Karl-May-Spiele Bad Segeberg)
- 1999: Halbblut (Karl-May-Spiele Bad Segeberg)
- 2000: Der Ölprinz (Karl-May-Spiele Bad Segeberg)
- 2001: Der Schatz im Silbersee (Karl-May-Spiele Bad Segeberg)
- 2002: Im Tal des Todes (Karl-May-Spiele Bad Segeberg)
- 2003: Old Surehand (Karl-May-Spiele Bad Segeberg)
- 2004: Unter Geiern – Der Sohn des Bärenjägers (Karl-May-Spiele Bad Segeberg)
- 2005: Winnetou und das Geheimnis der Felsenburg (Karl-May-Spiele Bad Segeberg)
- 2006: Winnetou III (Karl-May-Spiele Bad Segeberg)
- 2007: Winnetou I (Karl-May-Spiele Bad Segeberg)
- 2008: Winnetou und Old Firehand (Karl-May-Spiele Bad Segeberg)
- 2009: Der Schatz im Silbersee (Karl-May-Spiele Bad Segeberg)
- 2010: Halbblut (Karl-May-Spiele Bad Segeberg)
- 2011: Der Ölprinz (Karl-May-Spiele Bad Segeberg)
- 2012: Winnetou II (Karl-May-Spiele Bad Segeberg)
- 2013: Winnetou I – Blutsbrüder (Karl-May-Spiele Bad Segeberg)
- 2014: Unter Geiern – der Geist des Llano Estacado (Karl-May-Spiele Bad Segeberg)
- 2015: Im Tal des Todes (Karl-May-Spiele Bad Segeberg)
- 2016: Der Schatz im Silbersee (Karl-May-Spiele Bad Segeberg)
- 2017: Old Surehand (Karl-May-Spiele Bad Segeberg)
- 2018: Winnetou und das Geheimnis der Felsenburg (Karl-May-Spiele Bad Segeberg)
- 2019: Unter Geiern – Der Sohn des Bärenjägers (Karl-May-Spiele Bad Segeberg)
- 2022: Der Ölprinz (Karl-May-Spiele Bad Segeberg)
- 2023: Winnetou I – Blutsbrüder (Karl-May-Spiele Bad Segeberg)
- 2024: Winnetou II – Ribanna und Old Firehand (Karl-May-Spiele Bad Segeberg)